# 武林外史
《武林外史》，為古龍中期作品，1966年春季於香港〈華僑日報〉開始連載，1967年4月春秋出版。在古龍的武俠作品中，屬於從傳統範疇過渡到新派武俠之間的經典之作。曾被數次改編為電視劇。

## 內容概要
情節描寫「九州王」沈天君的後人「大俠」沈浪與朱七七、白飛飛、「千面公子」王憐花、熊貓兒、「快活王」柴玉关之間牽連兩代，涉及整個武林的對抗與鬥爭。

## 主要人物
- 沈浪

古龙江湖第一个十年创造者，百年武林世家沈家后人；十岁散尽家财，流浪江湖，二十一、二岁于仁义庄一战成名，纵横江湖十年，后携朋友，恋人寻访海外仙山，逍遥于天地间。沈浪性格平淡冲和，内敛宁静，“别人打他左脸，他会把右脸伸过去”——浪子本色是淡漠； 特点：有世家子弟之风雅，亦有浪子的形骸落拓，一抹懒散笑容掩尽内心沧桑，令人见之而生亲切之心； 爱好：舒舒服服地睡觉，与朋友饮酒； 信仰：道家“逍遥”“无为”精神。
- 朱七七

朱七七是古龙小说中着墨最多的女性角色。朱七七原是首富“活财神”的小女儿，因缘际会救下流浪江湖的少年——沈浪，并对他萌生爱意，但沈浪不愿为情所累，意图躲避。她为寻沈浪奔波千里，在仁义庄内燃动战火。她是絕色佳麗，但驕縱任性，天性好事，經常闖禍。
- 白飛飛

絕色美女，出场时是楚楚可怜的孤女，同时亦是为仇恨而生的幽灵宫主。
- 熊貓兒

熊猫儿是《武林外史》中古龙塑造的很有个人魅力的一位游侠。他重情重义，光明磊落，虽然外表粗豪，但有勇有谋；襟怀广阔，有领袖气势，让人不由自主地喜欢。古龙塑造熊猫儿大多是间接描写，而很多地方读者都是从沈浪的口里眼里听到到看到的熊猫儿。
- 王憐花

古龙笔下最可爱的坏人，江湖人稱千面公子。玉面朱唇，風流可人，實乃枭雄柴玉关与云梦仙子的后代；游走于仇恨与光明之间，年少即统领庞大的江湖组织。最後与沈浪等人共赴海外仙山；与后世《多情剑客无情剑》人物有一段渊源。
- 「快活王」/ 柴玉關

當年的「萬家生佛」柴玉關發放「回雁峰藏有無敵寶鑒」的假消息，令天下武林高手在回雁峰上自相殘殺，並取得各派的武功秘笈及各人財富，之後隱居關外多年。「快活王」行踪飘忽，善恶不定，身怀各门派之武功精華及不传秘学，他举止之豪阔奢侈，出行時随从常在百人之上，从无人知道他的姓名来历，亦无人知道他落足之处，只知他本在边疆招集恶徒以为党羽，势力已渐渐扩张至中原一带，竟似有独霸天下之势。

## 次要人物
- 韩伶

快活王座下「酒使」。
- 山左司徒氏

快活王座下「色使」。
- 金無望

快活王座下「财使」。
- 獨孤傷

快活王座下「氣使」。
- 「雲夢仙子」

江湖中第一女魔头，昔年以天下最毒的暗器「天云五花绵」与「迷魂慑心催梦大法」名震江湖，只是她那“天云五花绵”委实太过险毒霸道，江湖豪杰便只记得她名字中那「云」字，反将「梦」字忘了。她拥有足以号令群魔的「天云令」铁牌。
- “天机地灵，人中之杰”齐智

仁义庄的三位庄主之一，昔日武林最強的六人之一。
- “不败神剑”李长青

仁义庄的三位庄主之一，昔日武林最強的六人之一。
- “气吞牛”连天云

仁义庄的三位庄主之一，昔日武林最強的六人之一。
- 天法大师

五台山天龙寺高手，武林七大高手之首。
- 断虹子

青城派玄都观高手，武林七大高手之一。
- “华山玉女”柳玉茹

华山派高手，武林七大高手之一
- “玉面瑶琴神剑手”徐若愚

武林七大高手之一。
- “雄狮”乔五

长白派高手，武林七大高手之一。
- “巧手兰心女诸葛”花四姑

武林七大高手之一。
- “见义勇为”金不换

丐帮高手，武林七大高手之一。
- “掌中天魔”花蕊仙

人稱「上天入地」，掌中天魔，乃昔日武林「十三天魔」之一。她年約五十至六十之間，身形卻如髫齡童子，喜著紅衣，武功來歷不詳，似得六十年前五大魔宮主人之真傳，平生不使兵刃，亦不施暗器，但輕功絕高，掌力之陰毒，武林中可名列第六。
- 火孩兒/朱八

朱七七之八弟，在沁陽古墓神秘失蹤，書中沒有交待他的下落。

## 提及
- 高山青

中原高氏世家最后一代主人，武林至尊。中原高氏為百年前的江湖世家。高山青才气縱橫武功絕世，哪知此人到了晚年，竟忽然變的孤僻古怪，而且迷住神佛，非但不惜耗費千万用以建造這古墓，而且還不令他后代子弟知道這古墓所在之地。只因他迷信人死之后，若將財產帶進墓中陪葬，再世投身為人時便仍可享受這財富。他未死之前，便已將全部家財，以及高家世代相傳的武功秘笈，全部帶入了古墓，然后將古墓封起，靜靜躲在墓中等死…… 但那相傳數百年，歷經十余年代，威望之隆，一時無兩的武林世家，便就此斷送在這人手上，后代的高家子弟，為了尋找這陵墓所在地，非但不愿再事生產，就連武功也荒廢了，為此而瘋狂的，兩代中竟有十一人之多，傳到高山青之孫時，高家人已一貧如洗，淪為乞丐，高門武功也漸漸消失。
- 弘法大师

少林派前任掌門，昔日武林最強的六人之一。
- 天玄道长

武当派前任掌門，昔日武林最強的六人之一。
- 「九州王」沈天君

一代大侠，昔日武林最強的六人之一，武功「乾坤第一指」。百年武林世家沈家后人，沈家乃是武林中历史最悠久的世家巨族，沈家子弟，两百年来经历七次巨大灾祸，而又能七次中兴家道的故事，更是脍炙人口。沈天君的手谈笑间可散尽万金，但叱咤间又可重聚，沈天君的手可将活生生的人置之于死，但也可使垂死的人复生，沈天君的手可使山崩屋塌，可毁灭一切，但也可制造出许多千灵百巧，不可异议之物，只要沈天君的手动一动，江湖中无论什么事，都会改变。
- 大悲上人

一代高僧，十年前便似己能預見武林今后之災難，是以念出這最后四句禪偈：「白云重出日，紫煞再現時，莽莽武林間，大亂從此始！」，方自含淚而去，其意仍是說只要「紫煞手」重現江湖，武林中的大亂之期便又要到了。
- 「塞外神龍」柳大俠

「紫煞手」使用者之一。有位獨生愛女，自幼生長于塞外万里大漠之間。
- 「毒手搜魂」

「紫煞手」使用者之一，師徒同時遇難。
- 「要命神丐」

「紫煞手」使用者之一，生性孤僻。
- 「太行三十六柄快刀」

這三十六位豪杰昔日成名時，當真可說是威風八面，這三十六人抽刀可斬飛蠅，刀法最慢的一個，有一次在洛陽与人打賭，那人將七枚銅錢拋在地上，他竟能在銅錢墮地之前將七枚銅錢俱都砍為兩半。這三十六柄快刀，刀法雖然快如閃電，但卻全都是殺人不眨眼的大強盜，這三十六人除了每年兩次的聚會外，其余時間都在四處做案，据說他們搶得的銀子，已比太行山還高了。
- 「太行三雁」

雪雁、銀雁、鐵雁三結義兄弟，自盡於太行山。
- 「幽靈門」群鬼

使用當年天下外家邪派武功中，最最神秘陰毒之「白骨幽靈掌」，別稱「鬼爪抓魂」。三十年前便已被大俠沈天君會合七大劍派掌門人于陰山一役中除盡。
- 「銷魂天魔」花梗仙

「十三天魔」之首。獨門秘制一種「神仙一日醉」，就算是神仙，只要嗅著一絲，也要醉上一日，神智縱然醒了，四肢還是軟綿綿的不能動彈。

## 主要改编作品
- 武林外史 (香港佳藝電視1977年1月播出的电视剧，米雪、衛子雲主演)
- 武林外史 (中國電視公司1986年7月播出的电视剧，孟飛、陳玉玫主演)
- 武林外史 (周易影視2001年电视剧)

## 目錄
- 第一章　风雪漫中州
- 第二章　纤手燃战火
- 第三章　死神夜引弓
- 第四章　冷日窥鬼舞
- 第五章　古墓多奇变
- 第六章　患难显真情
- 第七章　侥幸脱魔手
- 第八章　玉璧牵线索
- 第九章　江湖奇男子
- 第十章　妙手复娇容
- 第十一章　花市寻幽境
- 第十二章　峰回路又转
- 第十三章　敌友难分明
- 第十四章　初脱虎口時
- 第十五章　同入鐵牢笼
- 第十六章　陰狠兼毒辣
- 第十七章　扑朔又迷离
- 第十八章　请君先入瓮
- 第十九章　肝胆兩相照
- 第二十章　罪大恶之极
- 第二十一章　狭路喜相逢
- 第二十二章　爱恨成一线
- 第二十三章　真相大白日
- 第二十四章　守株得待兔
- 第二十五章　诡计多端客
- 第二十六章　初探魔鬼窟
- 第二十七章　莫測其高深
- 第二十八章　别有有洞天
- 第二十九章　荡妇與圣女
- 第三十章　關外風雅士
- 第三十一章　龍爭并虎斗
- 第三十二章　鬼爪攫人魂
- 第三十三章　巧逢一故人
- 第三十四章　連環計停當
- 第三十五章　千鈞系一發
- 第三十六章　洞內別有天
- 第三十七章　誤會盡冰消
- 第三十八章　英雄照膽肝
- 第三十九章　危机一發間
- 第四十章　功成虧一簣
- 第四十一章　两眼泪不乾
- 第四十二章　地下古楼兰
- 第四十三章　奇念实难言
- 第四十四章　情缠死方休